# Parco Stura
Il parco Stura è un parco cittadino situato nella periferia nord di Torino, all'interno della VI Circoscrizione. Sorge lungo le sponde del torrente Stura di Lanzo ed è suddiviso in due aree:
- parco Stura Sud (meglio noto semplicemente come "parco Stura"), posto sul versante sud del fiume e delimitato da corso Giulio Cesare, via Sandro Botticelli, parco dell'Arrivore e torrente Stura
- parco Stura Nord (anche noto come "parco di Pietra Alta"), posto sul versante nord della Stura e delimitato da corso Vercelli, via Cavagnolo, via Carema, via Ivrea, piazzale Romolo e Remo e fiume Stura.

Dichiarato parco dal piano regolatore di Torino del 1995, il parco Stura risulta realizzato in gran parte - principalmente nel versante nord - ed è in fase di avanzato completamento nel 2021.

## Parco Stura Sud
La evidente e progressiva situazione di degrado urbano e sociale ha fatto sì che nei primi anni duemila il parco assumesse il nome popolare di  Tossic Park, per l'alta concentrazione di tossicodipendenti e spacciatori che sino alla prima metà del 2008 hanno frequentato la zona, con i conseguenti problemi di ordine pubblico e degrado della zona.
Dall'attivazione del pattugliamento misto di forze dell'ordine ed esercito, i molteplici arresti e "blitz" ai danni del narcotraffico hanno causato lo spostamento della situazione al più vicino parco Sempione, fattore che ha causato le proteste della popolazione locale.
Allo stato attuale, il parco Stura Sud non è più una delle zone disagiate individuate dal pacchetto sicurezza descritto su Torino, poiché i continui blitz delle forze dell'ordine e dell'esercito hanno smantellato il più grosso mercato della droga all'aperto dopo quello di Porta Palazzo.
Estesi lavori di rifacimento dell'area e piantamento di nuovi arbusti e di 700 nuovi alberi hanno richiesto alcuni anni di lavoro ed hanno portato all'inaugurazione del nuovo parco in data 5 giugno 2019, nell'ambito della "Giornata Internazionale dell'Ambiente".

## Parco Stura Nord

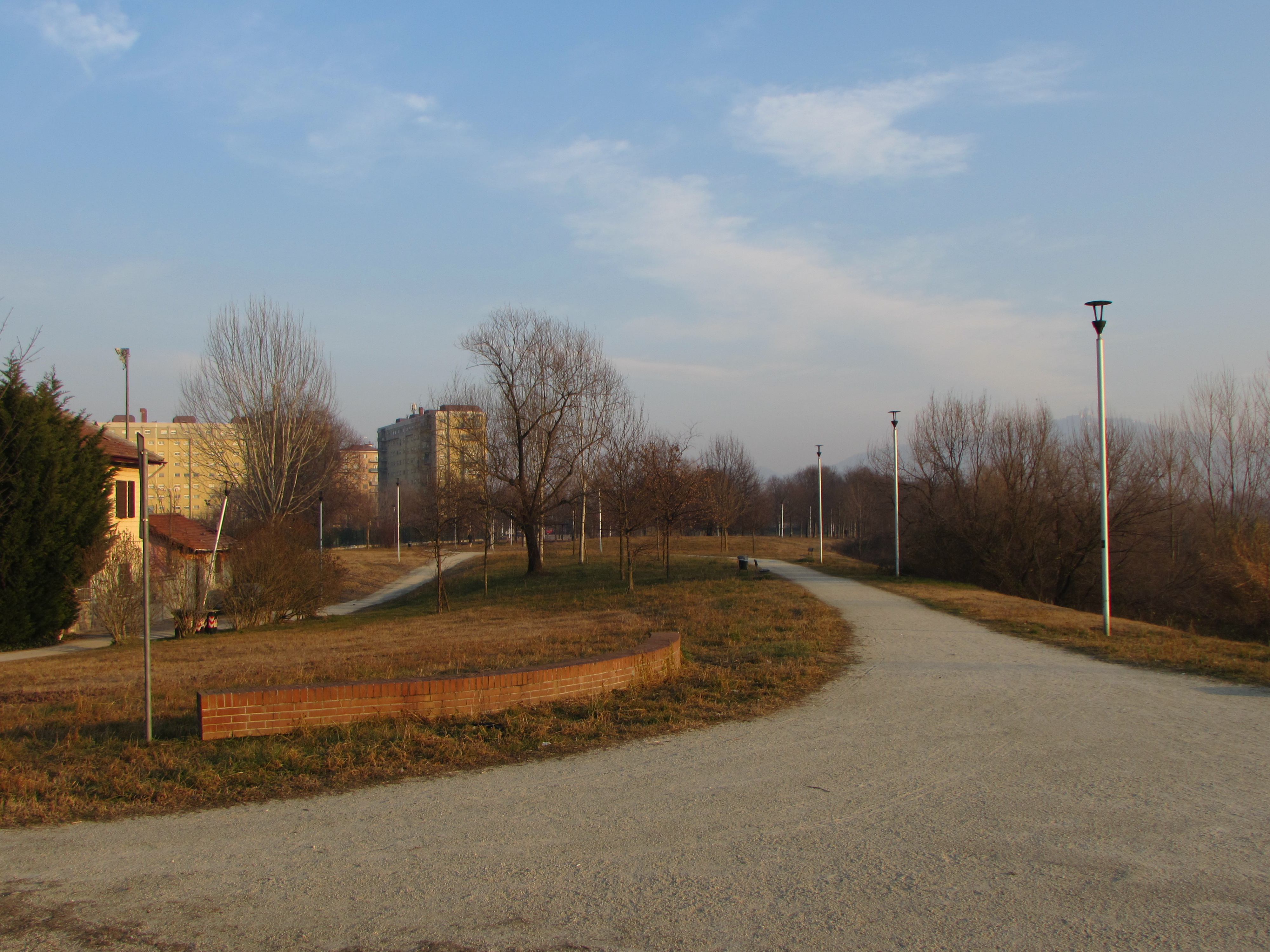
Panoramica parco Stura Nord

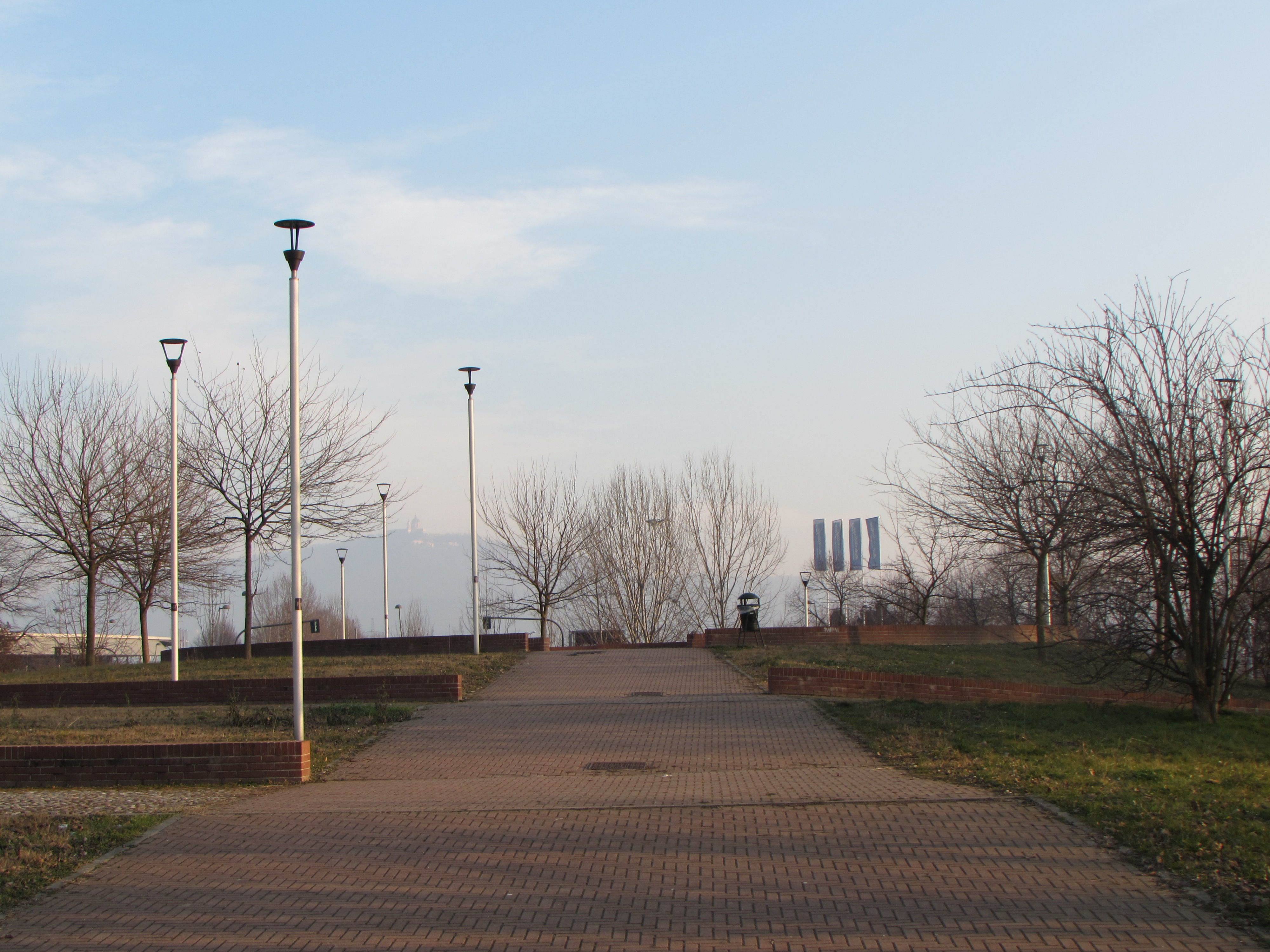
Belvedere parco Stura Nord

L'area verde, di circa 80.000 m², si estende lungo la sponda sinistra del fiume Stura tra corso Vercelli e corso Giulio Cesare/via Ivrea, delimitata anche dal perimetro di via Carema, via Cavagnolo e via Ernesto Rossi ed ospitava prima dell'intervento orti abusivi e varie attività improprie (rottamatori, carrozzerie abusive, discariche di materiali vari) : la riqualificazione ha fatto parte del programma "Torino Città d'Acque" ed è terminata nell'anno 2008.
L'opera di bonifica e ristrutturazione è avvenuta con  il consolidamento e la ripulitura delle sponde e con il piantamento di 350 alberi come salici, aceri, tigli e querce, insieme a circa 500 arbusti.
Inoltre è stato ripreso il tracciato dell'esistente viale alberato lungo la sponda, per evidenziarne la funzione di collegamento ciclopedonale con il tratto proveniente dal Lungo Stura Lazio, oltre alla realizzazione di ulteriori vialetti interni attrezzati con panchine o muretti per aree di sosta.
Il parco è caratterizzato verso corso Giulio Cesare e piazzale Romolo e Remo da una collinetta sagomata culminante in un belvedere sulla sommità, come significativa porta di ingresso e punto di osservazione.
Sono stati realizzati infine impianti sportivi ad accesso libero ed un parco giochi per la prima infanzia, a ridosso delle vie Carema e Cavagnolo.